# Penn Badgley
Penn Dayton Badgley (* 1. listopadu 1986 Baltimore, Maryland) je americký herec, nejvíce známý svou roli Dana Humphreyho v televizním seriálu Super drbna americké televizní stanice The CW. Hrál také v mnoha filmech, např. John Tucker musí zemřít, Otčím, Panna nebo orel a Margin Call.
Aktuálně je hlavním zpěvákem indie kapely MOTHXR a hraje roli Joeho Goldberga v seriálu Ty.

## Dětství a studium
Narodil se v Baltimoru ve státě Maryland a své dětství strávil ve městě Woodlake ve Virginii a v Seattlu ve státě Washington. Navštěvoval základní školu Wooldridge, kde jeho matka, Lynne, dělala PTA prezidentku, a poté přestoupil do specializovaného studijního programu na základní školu Swift Creek. Jako malý rád hrával fotbal, kde byl trenérem jeho otec. Navštěvoval akademii Charlese Wrighta v Tacomě ve Washington a věnoval se mládežnickému divadlu v Dětském divadle v Seattlu. Chvíli nato začal dělat voiceover pro dětské rádiové stanice.
Když mu bylo jedenáct, přestěhoval se do Hollywoodu, kde se začal věnovat své herecké kariéře. Během této doby se Badgley také věnoval zpěvu a v roce 1998 nahrál popovou píseň. Když mu bylo 14, dokončil své středoškolské vzdělání v Kalifornii a začal navštěvovat univerzitu v Santa Monice. Později byl přijat na univerzitu v Jižní Kalifornii, ale svůj nástup tam odložil kvůli smluvním závazkům.

## Kariéra

### Počáteční kariéra
Badgleyho prvním úspěchem bylo propůjčení hlasu pro videohru Mario Golf 64 v roce 1999, i když přiznává, že sám tuto hru nikdy nehrál. Po té dále pokračoval v této činnosti a namluvil Mario Tennis 64. Poprvé se jeho jméno objevilo na televizních obrazovkách, když si zahrál v seriálu Will a Grace a následně se objevil v televizních seriálech jako jsou Daddio, The Brothers García a What I Like About You. Jeho první větší role byla v roce 2006 ve filmu John Tucker musí zemřít, kde hrál roli Scotta Tuckera. V jeho zahajovacím víkendu film celkem vydělal a 14,3 milionů dolarů, čímž zaujal třetí místo v žebříčku pro ten víkend. 2. listopadu film na domácí půdě vydělal 41 milionů dolarů.
Poprvé se proslavil v roli Chance/Phillipa Chancellora v telenovele Mladí a neklidní, kde se objevoval v letech 2000 a 2001. V roce 2001 byl nominován na Young Artist Award v kategorii Nejlepší výkon za každodenně vysílaný seriál.
V roce 2002, hrál v seriálu americké televizní stanice The WB Do Over jako Joe Larsen, 34letý muž, který dostane druhou šanci prožít svůj život správně díky zvláštní nehodě, která ho přesune zpět do roku 1980 a je mu opět 14. Objevil se v noční show Jaye Lena, když show začínala, ale tato show byla předčasně ukončena. Badgley se později objevil ve filmu Drive-Thru, kde si zahrál spolu se svou budoucí kolegyní Leighton Meesterovou.
Širší publikum jej poznalo díky roli Sama Tunneho v seriálu The Mountain, který byl vysílán v letech 2004 a 2005 a byl zrušen po první sérii. To stejné se stalo i se seriálem The Bedford Diaries, což byl další seriál, kde měl Badgely hlavní roli. I když byl seriál populární, byl zrušen hned po první sérii.

### Průlom v kariéře

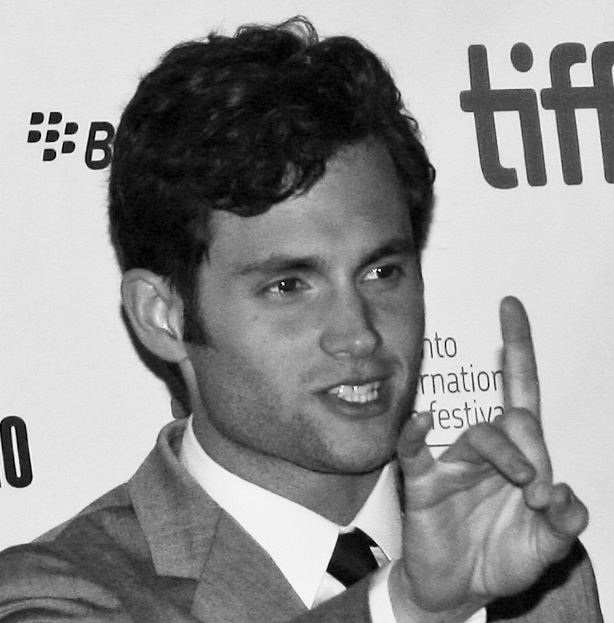
Badgley na Filmovém festivalu v Torontu v roce 2010

V roce 2007 byl obsazen do hlavní role v teenagerovském dramatu americké televizní stanice The CW Super drbna, který byl inspirován stejnojmennou knižní sérií od Cecily von Ziegesarové, která popisuje život mládeže Manhattanské elity z New Yorku,kteří navštěvují soukromé elitní školy a musí se vyrovnávat s problémy s láskou, drogami a dalšími teenagerovskými starostmi. Hraje Dana Humphreyho, syna rockové hvězdy z 90. let Ruphuse Humphreyho (Matthew Settle) a bratra Jenny Humphreyové (Taylor Momsen), který je zamilován do nejpopulárnější dívky na celém Upper East Side Sereny van der Woodsenové (Blake Lively).
V roce 2009 si zahrál v remaku amerického thrilleru z roku 1987 Otčím (2009), ve kterém hraje nevlastního syna vraha. Také se v roce 2011 objevil v thrilleru Margin Call.
V roce 2011 byl časopisem People umístěn do žebříčku "25 nejkrásnějších (a nejvíc sexy) mužů" na 25. místo.
Na konci ledna 2011 bylo oznámeno, že by mohl hrát Jeffa Buckleyho ve filmu Greetings from Tim Buckley. Film mapuje cestu Jeffa Buckleyeho tak, jak se potýká s dědictvím po svém zesnulém otci, muzikantovi, vrcholící jeho legendárním vystoupením v roce 1991, kde zpíval otcovi písně. Badgley říká, že kvůli této roli bral lekce zpěvu a hry na kytaru.
Na začátku roku 2012 Badgley spolupracoval na hudebním projektu známým pod jménem Dress, kde nahrál temné vokály k písni "dark alli." Menší roli si zahrál v roce 2015 v limitovaném seriálu The Slap. Od roku 2018 hraje hlavní roli v seriálu Ty.

## Osobní život
Na konci roku 2007 se objevily spekulace o tom, že Badgley randí se svojí kolegyní ze seriálu Super drbna Blake Lively. Poté, co časopis People v květnu v roce 2008 zveřejnil fotografie líbající se dvojice na dovolené v Mexiku, přiznali svůj vztah oficiálně. Badgley a Lively ukončili svůj vztah v polovině září v roce 2010. V říjnu 2011 Penn Badgley začal randit s Zoë Kravitz, ale o jejich vztahu se spekulovalo už od července. V roce 2014 začala chodit se zpěvačkou Domino Kirkeovou. Dvojice se vzala 27. února 2017. Je nevlastním otcem syna Kirkeové.
Během amerických prezidentských voleb v roce 2008 Badgley vyjádřil svou podporu Baracku Obamovi oproti druhému kandidátovi, Johnu McCainovi. Badgley a Lively se objevili v Obamově prezidentské kampani, konkrétně v reklamě ke školním volbám. Reklamu režíroval Doug Liman a byla vysílána během Super drbny na CW, MTV a Comedy Central.
V březnu 2010 americký Červený kříž oznámil, že Penn Badgley se stal členem in National Celebrity Cabinet, což je skupina pomáhajících celebrit, kteří představují služby Červeného kříže věnováním svého času, pomáháním svému okolí s přípravami pro stav pohotovosti a pomáháním těm, co to nejvíce potřebují – ve městech a v cizích zemích, zkrátka po celém světě. V dubnu 2010 Badgley spojil síly s Bradem Pittem v komisi, která se pokoušela dostat FIFA World Cup do USA pro roky 2018 nebo 2022.

## Filmografie
| Rok  | Název                      | Role            | Poznámky            |
| ---- | -------------------------- | --------------- | ------------------- |
| 2001 | The Fluffer                | mladý Sean      |                     |
| 2004 | Debating Robert Lee        | Debator         |                     |
| 2006 | John Tucker musí zemřít    | Scott Tucker    |                     |
| 2007 | Drive-Thru                 | Van             |                     |
| 2008 | Navěky silný               | Lars            |                     |
| 2009 | The Juggler                | The Stud        | krátkometrážní film |
| 2009 | Otčím                      | Michael Harding |                     |
| 2010 | Panna nebo orel            | Todd            |                     |
| 2011 | Margin Call                | Seth Bregman    |                     |
| 2013 | Greetings from Tim Buckley | Jeff Buckley    |                     |
| 2014 | Parts Per Billion          | Erik            |                     |
| 2015 | Cymbeline                  | Posthuman       |                     |
| 2016 | The Paper Store            | Sigurd Rossdale |                     |
| 2016 | Adam Green's Aladdin       | Monacký princ   |                     |

| Rok        | Název               | Role                  | Poznámky                                                                                                 |
| ---------- | ------------------- | --------------------- | --- |
| 1999       | Will a Grace        | Todd                  | díl: „Život není žádná olivová zahrada“                                                                  |
| 2000       | Daddio              | Todd                  | 2 díly                                                                                                   |
| 2000       | Mladí a neklidní    | Phillip Chancellor IV | 6 dílů                                                                                                   |
| 2000-2002  | The Brothers García | Eddie Bauer           | 2 díly                                                                                                   |
| 2002       | Co mám na tobě ráda | Jake Wood             | díl: „Malé nedorozumění“                                                                                 |
| 2002       | The Nightmare Room  | Mike                  | díl: „My Name Is Evil“ (neuveden v titulcích)                                                            |
| 2002–2003  | Do Over             | Joel Larsen           | Hlavní role, 15 dílů                                                                                     |
| 2003       | The Twilight Zone   | Jace Malone           | díl: „Homecoming“                                                                                        |
| 2004–2005  | The Mountain        | Sam Tunney            | Hlavní role, 13 dílů                                                                                     |
| 2006       | The Bedford Diaries | Owen Gregory          | Hlavní role, 8 dílů                                                                                      |
| 2007–2012  | Super drbna         | Dan Humphrey          | Hlavní role , 121 dílů Nominován – Teen Choice Award for Choice TV Actor: Drama (2008, 2009, 2010, 2011) |
| 2015       | The Slap            | Jamie                 | 2 díly                                                                                                   |
| 2018–dosud | Ty                  | Joe Goldberg          | hlavní role                                                                                              |

| Rok  | Film            | Role | Poznámky |
| ---- | --------------- | ---- | -------- |
| 1999 | Mario Golf 64   | Kid  | Hlas     |
| 2000 | Mario Tennis 64 | Alex | Hlas     |

## Ocenění a nominace
| Rok                                                 | Ocenění                               | Kategorie                                                        | Práce            | Výsledek  |
| --------------------------------------------------- | ------------------------------------- | ---------------------------------------------------------------- | ---------------- | --------- |
| 2001                                                | Young Artist Award                    | Nejlepší herecký výkon v denním televizním seriálu - mladý herec | Mladí a neklidní | nominace  |
| 2008                                                | Teen Choice Awards                    | Nejlepší televizní herec (drama)                                 | Super drbna      | nominace  |
| 2009                                                | Teen Choice Awards                    | Nejlepší televizní herec (drama)                                 | Super drbna      | nominace  |
| 2010                                                | Teen Choice Awards                    | Nejlepší televizní herec (drama)                                 | Super drbna      | nominace  |
| 2010                                                | Teen Choice Awards                    | Nejlepší filmový herec (horor/thriller)                          | Otčím            | nominace  |
| 2011                                                | Teen Choice Awards                    | Nejlepší filmový herec (romantická komedie)                      | Panna nebo orel  | nominace  |
| 2011                                                | Teen Choice Awards                    | Nejlepší televizní herec (drama)                                 | Super drbna      | nominace  |
| 2011                                                | Gotham Independent Film Award         | nejlepší obsazení                                                | Margin Call      | nominace  |
|                                                     | Phoenix Film Critics Society Award    | nejlepší obsazení                                                | Margin Call      | nominace  |
| San Diego Film Critics Society Award                | nejlepší obsazení                     | nominace                                                         | Margin Call      |           |
| Washington D.C. Area Film Critics Association Award | nejlepší obsazení                     | nominace                                                         | Margin Call      |           |
| 2012                                                | Independent Spirit Award              | Cena Roberta Altmana                                             | Margin Call      | vítězství |
| 2012                                                | Central Ohio Film Critics Association | nejlepší obsazení                                                | Margin Call      | nominace  |
| 2012                                                | Teen Choice Awards                    | Nejlepší televizní herec (drama)                                 | Super drbna      | nominace  |
| 2013                                                | Teen Choice Awards                    | Nejlepší televizní herec (drama)                                 | Super drbna      | nominace  |
| 2016                                                | Filmový festival v Manchesteru        | Ocenění poroty pro výkon herce v hlavní roli                     | The Paper Store  | vítězství |
| 2016                                                | Filmový festival v Oxfordu            | Nejlepší herec                                                   | The Paper Store  | vítězství |